# 皮拉得斯
皮拉得斯（Pylades，希臘文：Πυλάδης）是希臘神話中的一個人物。他和俄瑞斯忒斯為表親關係，與俄瑞斯忒斯經常被描繪為一對戀人。

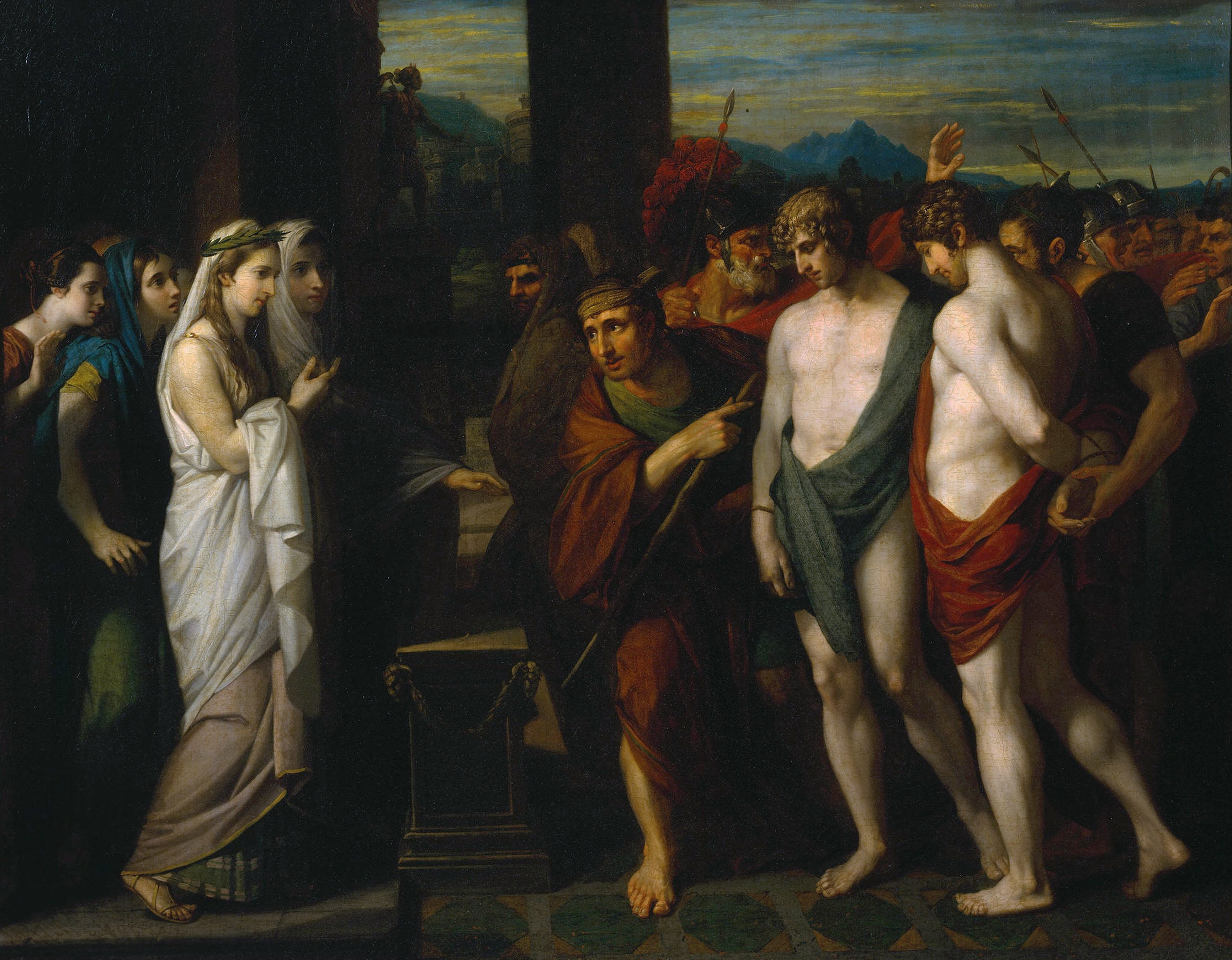
皮拉得斯與俄瑞斯忒斯，班傑明·韋斯特繪

皮拉得斯是福基斯國王斯特羅菲俄斯的兒子，艾亞哥斯的後裔。他的母親阿納西比婭是阿伽門農的姊妹。俄瑞斯忒斯，阿伽門農之子，在幼時被送去斯特羅菲俄斯，與皮拉得斯一同長大並成為摯友。後來阿伽門農被妻子克呂泰涅斯特拉所殺，成年後的俄瑞斯忒斯在皮拉得斯的幫助下殺了母親克呂泰涅斯特拉，為父親報仇。在劇作家艾斯奇勒斯的悲劇三部曲《俄瑞斯忒亞》第二部《奠酒人》中，俄瑞斯忒斯在弒母之前一度猶豫不決，是皮拉得斯說服他果斷完成復仇。在另一為悲劇作家尤里比底斯的《陶里安的伊菲革涅亞》中，皮拉得斯與俄瑞斯忒斯為了解除詛咒來到陶里安（今克里米亞）偷走阿耳忒弥斯神像，在那裡俄瑞斯忒斯與姊姊伊菲革涅亞相認，最後三人成功帶著神像逃離陶里安。